# Le Phénix (poème)
Pour les articles homonymes, voir Le Phénix.
Le Phénix est un poème vieil-anglais long de 677 lignes et conservé dans le Livre d'Exeter. Il s'agit d'une traduction et d'une adaptation d'un poème latin attribué à Lactance et intitulé Carmen de ave phoenice (Chant sur l'oiseau phénix).
En fait, seule la première moitié du poème (lignes 1 à 380) traduit fidèlement le texte latin et décrit la vie du phénix. La deuxième moitié (381-677) propose une interprétation chrétienne de cet animal fantastique en se fondant notamment sur le Livre de Job.
Le poème est remarquable par son style très orné, influencé par la rhétorique latine